# Acanthoscelides compressicornis
Acanthoscelides compressicornis là một loài bọ cánh cứng trong họ Bruchidae. Loài này được Schaeffer miêu tả khoa học năm 1907.